# Magyar nyelvű építészeti életrajzi könyvek listája
Az alábbi oldal a magyar nyelvű építészeti életrajzi könyveket sorolja fel lista szerűen.

## Kifejezetten építészekkel foglalkozó könyvsorozatok

### Építész monográfiák
az Országos Műemlékvédelmi Hivatal Magyar Építészeti Múzeuma könyvsorozata a külföldön alkotó magyar származású építészekről, szerk. Timon Kálmán. Budapest: Magyar Építészeti Múzeum, 1994–
- Gáspár, Zsuzsanna – Timon, Kálmán: Imre Halasz, Anthony Halasz. Budapest: Annata, 2008, cop. 2002.
- Gáspár Zsuzsanna – Timon Kálmán: Halász Imre, Halász Antal. Budapest: Annata, 2002.
- Timon Kálmán: Papp László. Budapest: Magyar Építészeti Múzeum, 1996.
- Timon Kálmán: Vidolovits László. Budapest: Szerző, 1994.

### Az Építészet Mesterei
(szerk.) Sisa József: Holnap Kiadó, Budapest, 2002–napjaink

## Lexikonok
Magyar nyelvű építész-életrajzi lexikon napjainkig nem készült.
Számos építész életrajza megtalálható viszont Magyar általános életrajzi lexikonokban és különösen a következő művészeti lexikonokban:
- Szendrei János – Szentiványi Gyula: Magyar képzőművészek lexikona: Magyar és magyarországi vonatkozású művészek életrajzai a XII. századtól napjainkig. I. kötet (Abádi – Günther) Budapest: Közoktatásügyi Minisztérium. 1915.  Több kötet nem jelent meg [3]
- szerk. Éber László: Művészeti lexikon, Győző Andor Kiadása, Budapest, 1926. (második, két kötetes, 1935-ös kiadás)[4]
- Művészeti kislexikon. Szerk. Lajta Edit. Budapest: Akadémiai. 1973.  ISBN 9630515245 [5]
- szerk. Kubinszky Mihály: Modern építészeti lexikon, Műszaki Könyvkiadó, Budapest, 1978, ISBN 963-10-1780-X[6]
- Művészeti lexikon I–IV. Főszerk. Zádor Anna, Genthon István. 3. kiad. Budapest: Akadémiai. 1981–1983.[7]
- (szerk.) Körber Ágnes – F. Almási Éva: Magyar művészeti kislexikon. Kezdetektől napjainkig, Enciklopédia Kiadó, Budapest, 2002, ISBN 963-8477-66-0[8]

## Egyéb életrajzgyűjtemények
- Fábián Gáspár: Nagy magyar építőmesterek, Budapest, 1936
- Giorgio Vasari : A legkíválóbb festők, szobrászok és építészek élete, Magyar Helikon, Budapest, 1978, ISBN 963-207-412-2 (több kiadásban)[9]
- Gerle János – Kovács Attila – Makovecz Imre: A századforduló magyar építészete. Szépirodalmi Könyvkiadó, Budapest, 1990, ISBN 963-15-4278-5
- Nagy Gergely: Magyar építészek, Kossuth Kiadó, Budapest, 2004, ISBN 963-09-4503-7
- Ludmann Mihály: A magyar építészet mesterei I–II., L'Harmattan Kiadó, Budapest, 2014, ISBN 9789632368450[10] és ISBN 9789634140900[11]
- (szerk. és bev) Rozsnyai József: Építőművészek Ybl és Lechner korában, Terc Kereskedelmi és Szolgáltató Kft. Szakkönyvkiadó Üzletága, Budapest, 2015, ISBN 978-615-5445-12-5[12]
- (szerk. és előszó) Rozsnyai József: Építőművészek a historizmustól a modernizmusig, Terc Kereskedelmi és Szolgáltató Kft. Szakkönyvkiadó Üzletága, Budapest, 2018, ISBN 978-615-5445-52-1[13]

## Könyvek egyes magyar építészekről
A sorozatokban megjelentek nem kerülnek felsorolásra.
- Vámos Ferenc: Lajta Béla, Akadémiai Kiadó, Budapest, 1970[14]
- Bakonyi Tibor – Kubinszky Mihály: Lechner Ödön, Corvina Könyvkiadó, Budapest, 1981, ISBN 963-13-0902-9[15]
- Kós Károly: Kiállítás a művész születésének 100. évfordulójára, rend. Gerőné Krámer Márta, Pusztai László, Hadik András, a katalógust írta és szerk. Hadik András. Budapest: OMF, 1983.[16]
- Kozma Lajos építész emlékkiállítása: O.M.F. Magyar Építészeti Múzeuma, Székesfehérvár, 1984–1985, rend. Pusztai László, Hadik András, a katalógust írta és szerk. Pusztai László. Székesfehérvár: OMF Magyar Építészeti Múzeum, 1984.[16]
- Foerk Ernő építész emlékkiállítása: O.M.F. Magyar Építészeti Múzeuma, 1984. június 29. – 1984. október 10, a katalógust írták és a kiállítást rendezték Pusztai László, Hadik András. Budapest: OMF, 1984.[16][17]
- Györgyi Dénes építész 1886–1961: Az OMF Magyar Építészeti Múzeumának kiállítása, írták, a katalógust szerk. és a kiállítást rend. Fülöp Csilla, Hadik András, Pusztai László. Budapest: OMF Magyar Építészeti Múzeum, 1986.[16]
- Gregersen Hugó építész 1889–1975 emlékkiállítása: Az OMF Magyar Építészeti Múzeumának kiállítása, a katalógust szerk. és a kiállítást rend. Fülöp Csilla és Pusztai László. Budapest: OMF Magyar Építészeti Múzeum, 1988.[16]
- Thomas Antal (1889–1967) építész emlékkiállítása: Az OMF Magyar Építészeti Múzeumának kiállítása, a katalógust szerk. és a kiállítást rend. Hadik András és Ritoók Pál. Budapest: OMF Magyar Építészeti Múzeum, 1988.[16]
- Packh János (1796–1839): Az OMF Magyar Építészeti Múzeuma és az Esztergomi Keresztény Múzeum kiállítása: Esztergom, Pannonhalma, 1989–1990, a katalógust szerk. és a kiállítást rend. Pusztai László és Vukov Konstantin. Budapest: OMF, 1989.[16]
- Kismarty-Lechner Loránd (1883–1963), Kismarty-Lechner Jenő (1878–1962): Az OMF Magyar Építészeti Múzeumának és a BTM Kiscelli Múzeumának kiállítása: Budapest, 1990–1991, a katalógust szerk. és a kiállítást rend. Hadik András, Pusztai László, Ritoók Pál. Budapest: OMF, 1990.[16][18]
- Milan Michal Harminc (1869–1964) A Szlovák Nemzeti Galéria és az O. M. F. Magyar Építészeti Múzeumának kiállítása 1992. február / Kiállítási katalógus, O. M. F. Magyar Építészeti Múzeumának kiadványa, Budapest, 1992.[19]
- Szénássy Árpád: Feszty Adolf élete és pályája, Széphalom Könyvműhely, Budapest, 1993, ISBN 963-7488-83-9[20]
- Rimanóczy Gyula, 1903–1958, a katalógust szerk. és a kiállítást rend. Hadik András et al. Budapest: OMvH Magyar Építészeti Múzeum, 1994[16]
- Sisa József: Szkalnitzky Antal. Egy építész a kiegyezés korabeli Magyarországon, Akadémiai Kiadó, Budapest, 1994, ISBN 963-05-6760-1[21]
- Nagy Elemér: Az építő Kós Károly, Balassi Kiadó – Kós Károly Alapítvány – Polis Kiadó, Budapest–Kolozsvár, 1995, ISBN 963-506-047-5[22]
- Baumhorn Lipót építész/architect, 1860–1932, szerk. Hadik András és Szegő György, írta Szegő György et al., közreadja a Magyar Zsidó Múzeum, OMvH Magyar Építészeti Múzeum. Budapest: Architart, 1999.[16]
- Sonkoly Károly: A klasszicista Pécs építőmestere. Piatsek József (1781–1854), Alexandra Kiadó, Pécs, 2003, ISBN 963-368-577-X[23]
- Hajós György – Kubinszky Mihály – Vámossy Ferenc: Alpár Ignác élete és munkássága, Építésügyi Tájékoztatási Központ Kft., Budapest, 2005, ISBN 963-513-183-6[24]
- Rosch Gábor: Alpár Ignác építészete, Enciklopédia Kiadó, Budapest, 2005, ISBN 963-8477-92-X[25]
- Ladislav Petro László: Ján Nepomuk Bobula Élete és munkássága / 1844–1903, Terézvárosi Szlovák Önkormányzat, Budapest, 2009, ISBN 978-963-06-7867-4[26]
- Hild József építészete; Terc Kft., Budapest, 2008, ISBN 978 963 9535 70 1[27]
- Marótzy Katalin: Wéber Antal építészete a magyar historizmusban; Terc Kft., Budapest, 2009, ISBN 978 963 9535 97 8[28]
- Sisa József: Lechner, az alkotó géniusz, Iparművészeti Múzeum, Budapest, 2014, ISBN 978-615-5217-14-2
- (szerk.) Aczélné Halász Magdolna – Virág-Eglesz Anna: Kallina Mór, az eklektikus Budapest építésze, Salt Communications Kft., Leányvár, 2014[29][30]
- (szerk.) Muladi Brigitta: Schickedanz Albert. A Műcsarnok építője. …és formát ölt a gondolat… (a Műcsarnokban 2015. szeptember 05. – október 18. között rendezett kiállítás alapján), Műcsarnok Nonprofit Kft., Budapest, 2015, ISBN 978-963-9506-86-2 (Mucsarnok.hu/01-sorozat)[31]
- Gaál Gyöngyi: Magyar Ede – A szegedi szecesszió legeredetibb alkotója, Magánkiadás, 2016, ISBN 9789631258493[32]
- Hajós György: Rerrich Béla építész és kertművész élete és munkássága; Építésügyi Tájékoztatási Központ Kft., Budapest, 2016, ISBN 9789635132386[33]
- Pilkhoffer Mónika: Lang Adolf építész munkássága; Terc Kft., Budapest, 2017, ISBN 9786155445453[34]
- Gottdank Tibor: Vidor Emil, a műépítész, Balassi Kiadó Kft., Budapest, 2022, ISBN 9789634561248[35]
- Seidl Ágoston: Jegyzetek Hauszmann Alajos életéről és működéséről, Holnap Kiadó, Budapest, 2023, ISBN 978-963-3494-05-9[36]
- (szerk.) Brunner Attila: Virágok, díszek, minták. Hullay László szecessziós háztervei, TERC Kft., Budapest, 2024, ISBN 978-615-6744-02-9[37]
- Gottdank Tibor: Egy befejezetlen életmű - Ágoston Emil építész munkássága, Balassi Kiadó Kft., Budapest, 2025, ISBN 9789634561606[38]

## Könyvek egyes külföldi építészekről
- Meller Simon: Michelangelo. 17 melléklettel és 83 szövegbe nyomott képel, Lampel Róbert (Wodianer Fülöp és Fiai) Császári és Királyi Könyvkereskedése, Budapest, 1904 (Művészeti Könyvtár)[39]
- Kelényi György: Franz Anton Hillebrandt. 1719–1797, Akadémiai Kiadó, Budapest, 1976, ISBN 963-05-0861-3 (Művészettörténeti füzetek-sorozat)[40]
- Sisa József: Alois Pichl (1782–1856) építész Magyarországon, Akadémiai Kiadó, Budapest, 1989, ISBN 963-054-837-2 (Művészettörténeti füzetek-sorozat)[41]
- Josef Hoffmann művészete: Walter Zednicek bécsi fotóművész kiállítása: Az OMvH Magyar Építészeti Múzeumának kiállítása, a kiállítást rend. Walter Zednicek, Hadik András, Ritoók Pál, a katalógust szerk. Hadik András. Budapest: OMvH Magyar Építészeti Múzeum, 1993.[16]
- Fellner László – Merényi László – Rudnyánszky Pál: Fellner Ferdinánd, Építésügyi Tájékoztatási Központ, Budapest, 2004.[42]

## Egyéb
- néhány életrajz található a következő könyvek belsejében / végén: 
  - Az 50 éves Vállalkozók Lapja jubileumi albuma 1879–1929. A magyar építőművészet és építőipar 50 éve, Vállalkozók Lapja, Budapest, 1929[43]
  - Moravánszky Ákos: Építészet az Osztrák-Magyar Monarchiában 1867–1918, Corvina Kiadó, Budapest, 1988, ISBN 963-13-2096-0[44]
  - Déry Attila – Merényi Ferenc: Európai építészet 1750–1918, Budapest, 2004, ISBN 9779639535078[45]
  - Bede Béla: Magyar szecessziós építészet 225 kiemelt épülettel, Corvina Kiadó, Budapest, 2012, ISBN 978-963-136-055-4[46]
  - B. Mánya Ágnes: Arcképek és homlokzatok – Fejezetek Pozsony építészetéből 1890–1914, Pesti Kalligram Kft., 2015, ISBN 9788081019067[47]